# آنا ورلیچ
 آنا ورلیچ (انگلیسی: Ana Vrljić؛ زادهٔ ۱ اوت ۱۹۸۴) یک تنیس‌باز اهل کرواسی است. 